# Louis D’Arrigo
Louis Joseph D’Arrigo (ur. 23 września 2001 w Ashford) – australijski piłkarz maltańskiego pochodzenia grający na pozycji pomocnika w austalijskim klubie Melbourne Victory.

## Kariera juniorska
D’Arrigo grał jako junior w West Torrens Birkalla SC, FFSA NTC (2015) i w drużynie Adelaide United FC grającej w Y-League (2017–2022).

## Kariera seniorska

### FFA Centre of Excellence
D’Arrigo występował w FFA Centre of Excellence w latach 2016–2017. Rozegrał dla nich 30 meczów i strzelił 8 goli.

### Adelaide United FC
D’Arrigo podpisał profesjonalny kontrakt z Adelaide United FC 24 lipca 2018. Zadebiutował u nich 1 marca 2019 w  przegranym 0:2 spotkaniu przeciwko Sydney FC. Pierwszego gola strzelił 5 marca 2021 w meczu z Newcastle United Jets FC (2:1). Ostatecznie w ich barwach wystąpił 103 razy i zdobył 4 bramki.

### Lechia Gdańsk
D’Arrigo przeszedł do Lechii Gdańsk 5 września 2023. Zadebiutował 16 września 2023 w meczu z Odrą Opole (0:0). Pierwszą bramkę zdobył 24 września 2024 w spotkaniu Pucharu Polski przeciwko Pogoni Grodzisk Mazowiecki (1:1 k. 3:4).

### Melbourne Victory
19 czerwca 2025 został zawodnikiem Melbourne Victory.

## Kariera reprezentacyjna

### Australia U-17
D’Arrigo zadebiutował w reprezentacji Australii U-17 10 lipca 2016 w meczu z Mjanmą (1:1). Pierwszą bramkę zdobył 21 lipca 2016 w spotkaniu przeciwko Tajlandii (3:3 k. 5:3). Łącznie w tej reprezentacji rozegrał 9 meczów i strzelił jednego gola.

### Australia U-20
D’Arrigo zaliczył debiut w kadrze Australii U-20 7 sierpnia 2019 w wygranym 1:5 spotkaniu przeciwko Kambodży. Ostatecznie w jej barwach wystąpił 8 razy i nie zdobył żadnej bramki.

### Australia U-23
D’Arrigo zadebiutował w reprezentacji Australii U-23 1 czerwca 2022 w wygranym 2:0 spotkaniu przeciwko Kuwejtowi, zdobywając wtedy też swoją pierwszą bramkę. Łącznie rozegrał w niej 17 meczów i strzelił 4 gole.

## Statystyki

### Klubowe
(aktualne na dzień 4 kwietnia 2025)
| Klub                     | Sezon              | Liga                     | Liga  | Liga   | Puchar kraju | Puchar kraju | Suma  | Suma   |
| Klub                     | Sezon              | Liga                     | Mecze | Bramki | Mecze        | Bramki       | Mecze | Bramki |
| ------------------------ | ------------------ | ------------------------ | ----- | ------ | ------------ | ------------ | ----- | ------ |
| FFA Centre of Excellence | 2016               | National Premier Leagues | 15    | 3      | 0            | 0            | 15    | 3      |
| FFA Centre of Excellence | 2017               | National Premier Leagues | 15    | 5      | 0            | 0            | 15    | 5      |
| FFA Centre of Excellence | Ogólnie            | Ogólnie                  | 30    | 8      | 0            | 0            | 30    | 8      |
| Adelaide United FC       | 2018/19            | A-League                 | 1     | 0      | 2            | 0            | 3     | 0      |
| Adelaide United FC       | 2019/20            | A-League                 | 21    | 0      | 0            | 0            | 21    | 0      |
| Adelaide United FC       | 2020/21            | A-League                 | 27    | 1      | 0            | 0            | 27    | 1      |
| Adelaide United FC       | 2021/22            | A-League                 | 22    | 0      | 3            | 1            | 25    | 1      |
| Adelaide United FC       | 2022/23            | A-League                 | 27    | 2      | 0            | 0            | 27    | 2      |
| Adelaide United FC       | Ogólnie            | Ogólnie                  | 98    | 3      | 5            | 1            | 103   | 4      |
| Lechia Gdańsk            | 2023/24            | I liga                   | 21    | 0      | 1            | 0            | 22    | 0      |
| Lechia Gdańsk            | 2024/25            | Ekstraklasa              | 12    | 1      | 1            | 1            | 13    | 2      |
| Lechia Gdańsk            | Ogólnie            | Ogólnie                  | 33    | 1      | 2            | 1            | 34    | 2      |
| Ogólnie w karierze       | Ogólnie w karierze | Ogólnie w karierze       | 161   | 12     | 7            | 2            | 168   | 14     |

### Reprezentacyjne
(aktualne na dzień 16 marca 2025)
| Reprezentacja      | Rok                | Mecze | Bramki |
| ------------------ | ------------------ | ----- | ------ |
| Australia U-17     | 2016               | 9     | 1      |
| Ogólnie            | Ogólnie            | 9     | 1      |
| Australia U-20     | 2019               | 8     | 0      |
| Ogólnie            | Ogólnie            | 8     | 0      |
| Australia U-23     | 2022               | 5     | 1      |
| Australia U-23     | 2023               | 9     | 2      |
| Australia U-23     | 2024               | 3     | 1      |
| Ogólnie            | Ogólnie            | 17    | 4      |
| Ogólnie w karierze | Ogólnie w karierze | 34    | 5      |

## Sukcesy

### Adelaide United FC
- Australia Cup (1×): 2019

### Lechia Gdańsk
- I liga (1×): 2023/2024

### Australia U-17
- Mistrzostwa ASEAN U-16 (1×): 2016

### Australia U-20
- Mistrzostwa ASEAN U-18 (1×): 2019